# Saint-Loup (écrivain)
Pour les articles homonymes, voir Saint-Loup et Augier.
Saint-Loup, nom de plume de Marc Augier, est un écrivain français, né le 19 mars 1908 à Bordeaux et mort le 16 décembre 1990 à Ballainvilliers. D'abord sympathisant socialiste, il se tourne vers la Collaboration pendant la Seconde Guerre mondiale et s'engage dans la LVF puis dans la Waffen-SS. Après la guerre il poursuit une carrière d'écrivain et retrace dans plusieurs de ses livres son engagement sur le front de l'Est.

## Jeunesse
Fils d'une famille bourgeoise, il suit sa scolarité au lycée Victor-Hugo où il passe son bac en 1926. Il fait ensuite des études de droit à l'université de Bordeaux. Il obtient une bourse pour apprendre à piloter. Il effectuera ainsi une vingtaine de vols avant un atterrissage en catastrophe à la suite d'une panne de carburant. Il va se passionner également pour la moto, créant en 1928 le moto-club de Bordeaux. Il abandonne alors ses études pour se consacrer à sa passion : Dunkerque-Perpignan en moins de 24 heures, rallye de Monte-Carlo, raid Paris-Athènes, traversée de l'Atlas marocain, etc.. Il découvre en parallèle l'alpinisme.

## Années 1930
Grand sportif, skieur et alpiniste, il s'illustre dans les années 1930 par des expéditions en montagne et en Laponie. Il est l'un des responsables des Auberges de jeunesse en France et devient directeur du périodique Le Cri des Auberges de Jeunesse. Il entre en 1936 dans le cabinet de Léo Lagrange, sous-secrétaire d'État aux Sports dans le gouvernement du Front populaire. 
Puis ce sympathisant socialiste, journaliste à La Dépêche et à Sciences et Voyages, séduit par l'Allemagne lors d'un voyage effectué en 1929, passe au national-socialisme après la lecture, juste avant la guerre, du livre La Gerbe des forces d'Alphonse de Châteaubriant. Le national-socialisme apparaît à Augier comme le retour des peuples européens au paganisme des temps anciens, face au judéo-christianisme qu'il juge responsable de ce qu'il considère comme la décadence de l'Europe.

## Collaboration
Durant l'Occupation, Marc Augier dirige le mouvement Jeunes de l'Europe nouvelle, l'organe de jeunesse du Groupe Collaboration, et devient rédacteur en chef de l'hebdomadaire collaborationniste La Gerbe, dont le directeur de publication est Alphonse de Châteaubriant. Intégrant le Bureau politique du Parti populaire français (PPF) de Jacques Doriot, il suit ensuite la Légion des volontaires français contre le bolchevisme (LVF), en juillet 1942. Blessé et rapatrié, il édite en juin 1943 Le Combattant européen, journal de la LVF. Il retourne en Allemagne en 1944 auprès de la Waffen-SS française sur le front de l'est, en tant que correspondant de presse attitré. À la fin de la guerre, il transite par le centre de formation de l'Allgemeine SS allemande à Hildesheim ; il est également responsable de la publication de Devenir, organe officiel de la Division Charlemagne. En avril 1945, il est en Italie.
Il est condamné à mort par contumace  le 15 octobre 1948.

## Après-guerre
Figurant dès septembre 1944 sur la « liste noire » des intellectuels indésirables publiée par le CNE, il passe dans la clandestinité après 1945, puis publie sous le pseudonyme de M-A de Saint-Loup un roman, Face Nord (Arthaud, 1946). Les ventes du livre, qui remporte un succès d'édition en France, lui permettent de payer son voyage pour l'Argentine. Il est un temps instructeur dans l'armée argentine, et aurait donné des cours de ski à Eva Peron. Il publie un roman, La Nuit commence au Cap Horn, qui manque de lui valoir le prix Goncourt avant que l'identité de l'auteur ne soit révélée par Le Figaro Littéraire ; parmi les jurés, seule Colette ne rétractera pas son vote à la suite de la polémique. Revenu en France après huit ans d'exil il se constitue prisonnier en 1953. À son procès devant le tribunal militaire, il est défendu par son avocat Me Jean-Baptiste Biaggi qui lui obtiendra une condamnation à deux ans de prison, peine aussitôt effacée par la loi d'amnistie.[réf. incomplète]
Saint-Loup poursuit ensuite une carrière d'écrivain et de journaliste, publiant plusieurs livres consacrés à la LVF (Les Volontaires) et à la Waffen-SS française (Les Hérétiques, Les Nostalgiques) ou belge (Les SS de la Toison d'or). Son œuvre est marquée par la recherche de l'aventure et du dépassement de soi ainsi que par l'hostilité à la philosophie chrétienne. Il se fait aussi le chantre des « patries charnelles » en publiant divers romans consacrés aux mouvements régionalistes (ainsi Plus de pardons pour les Bretons en 1971) et à la survie de l'homme en milieu sauvage. La thématique de la montagne et de l'alpinisme est également très présente dans son œuvre, dans une approche inspirée par la volonté de puissance décrite par Nietzsche et faisant écho aux thèmes de la littérature fasciste.
Au cours des années 1960, son œuvre se fait davantage politique, promouvant une mythologie « néo-païenne et raciste ». Il est pour Stéphane François l’un des principaux vecteurs du néopaganisme racial inspiré par le souvenir de la SS dans les années 1960 et un « passeur idéologique » des thèses de la SS aux penseurs de la Nouvelle droite.
En mai 1966, il cofonde l'Association des amis du socialisme français et de la Commune.
Grand amateur de moto, il s'intéresse également aux véhicules motorisés  en publiant notamment des biographies des constructeurs automobiles Louis Renault et Marius Berliet. Son dernier roman, La République du Mont-Blanc, synthétise ses thèmes de prédilection en dépeignant la survie, en pleine montagne, d'une communauté de Savoyards fuyant le « métissage » et la « décadence ».
En 1991, l'Association des amis de Saint-Loup édite le recueil Rencontres avec Saint-Loup, avec des contributions d'anciens SS (Robert Dun, Henri Fenet), d'anciens collaborateurs, ou de fondateurs du GRECE inspirés par ses idées, en particulier Jean Mabire et Pierre Vial,. Saint-Loup est particulièrement cité en référence par certains auteurs et militants néo-païens, comme Pierre Vial ou Jean Mabire.

## Œuvres

### Le ski en Laponie finlandaise
- Solstice en Laponie (Marc Augier), Ed. du Contadour, 1940
- Les skieurs de la nuit : un raid de ski-camping hivernal en Laponie finlandaise (Marc Augier), Éd. Stock, 1944 (Refonte de Solstice en Laponie)
- Laponies 1938 – Solstice en Laponie / Les skieurs de la nuit, Les Amis de la Culture Européenne, 292 p., 2020 (rééditions)

### La Seconde Guerre mondiale
- Le dialogue franco-allemand : Jeunesses d'Europe unissez-vous ! (Marc Augier), groupe « Collaboration », 1941
- Les jeunes devant l'aventure européenne (Marc Augier), groupe « Collaboration », 1941
- J'ai vu l'Allemagne (Marc Augier), Éd. Sorlot, 1941 ; Éd. le Flambeau,1991 (suivi de Portrait d'Alphonse de Châteaubriant et de deux conférences données dans le cadre du groupe « Collaboration »)
- Les copains de la belle étoile (Marc Augier), Éd. Denoël 1941 ; rééd. Le Flambeau, 1992 ; rééd. Les Amis de la Culture européenne, 2022
- Les partisans, Éd. Denoël, 1943
- Les volontaires, Presses de la Cité, 1963 ; Éd. du Trident, 1986; Éd. Auda Isarn, 2022
- Les hérétiques, Presses de la Cité, 1965 ; Presses Pocket, 1972 ; Éd. du Trident, 1986 ; Éd. Auda Isarn, 2023
- Les nostalgiques, Presses de la Cité, 1967 ; Presses Pocket, 1971 ; Éd. du Trident, 1986; Éd. Auda Isarn, 2023
- Les voiliers fantômes d'Hitler : aventures vécues, Presses de la Cité, 1973
- Les SS de la Toison d'Or : Flamands et Wallons au combat, 1941-1945, Presses de la Cité, 1975
- La division Azul : croisade espagnole de Leningrad au Goulag, Presses de la Cité, 1978
- Götterdämmerung - Rencontre avec la bête : témoignage 1944-1945, Art et histoire d'Europe, 1986, Ed. de l’Homme Libre, 2012
- Sergent Karacho, Éd. le Flambeau, 1994 (annoncé en 1945)
- Hitler ou Juda ? Un second procès de Nuremberg, Cercle du Chêne, 2007 (paru en 1977 en espagnol)

### L'aviation
- Le ciel n'a pas voulu, Presses de la Cité, 1979

### La mer
- La mer n'a pas voulu - Histoires de naufrages heureux, Éd. Arthaud, 1978

### La montagne
- Face nord, Éd. Arthaud, 1946 ; Art et histoire d'Europe , 1986
- Monts pacifiques, de l'Aconcagua au Cap Horn, Éd. Arthaud, 1951
- Le pays d'Aoste, Éd. Arthaud, 1953; F. Lanore , 1975
- La montagne n'a pas voulu, Éd. Arthaud, 1953; Ed. Slatkin 1978
- La peau de l'aurochs, Éd. Plon, 1954 (Grand prix biennal de littérature); Éd. de l'Homme libre, 1999
- Montagne sans Dieu, Éd. Amiot-Dumont, 1955

### L'industrie
- Renault de Billancourt, Ed. Amiot-Dumont, 1956, Le Livre contemporain, 1961
- Marius Berliet, l'inflexible, Presses de la Cité, 1962 (Prix de l'Aventure industrielle et scientifique 1963)
- Dix millions de Coccinelles, Presses de la Cité, 1968

### Les patries charnelles
- Nouveaux Cathares pour Montségur, Presses de la Cité, 1969, Avalon, 1986 ; Auda Isarn, 2020
- Le sang d'Israël, Presses de la Cité, 1970
- Plus de pardons pour les Bretons, Presses de la Cité, 1971 ; Auda Isarn, 2024
- La République du Mont-Blanc, Éditions de la Table ronde, 1982 ; Ed. Irminsul, 2001 ; Éd. Auda Isarn, 2020
- Corse, terre insoumise : tableaux d'une lutte patriotique, posthume, Les Amis de la Culture européenne, 2023

### L'aventure
- La nuit commence au Cap Horn : un génocide de droit divin, Plon, 1952 ; Presses de la Cité, 1965; Avalon, 1986; Transboréal, 2014
- Le roi blanc des Patagons, France Club, 1964; Éditions Godefroy de Bouillon, 1996
- Une moto pour Barbara, Presses de la Cité, 1971 ; rééd. Auda Isarn, 2021.
- La Montagne n'a pas voulu, la Mer n'a pas voulu, le Ciel n'a pas voulu, Ed. Gergovie, 1998 (Recueil regroupant les trois ouvrages précédemment publiés individuellement)

### Le scoutisme
- L'enfant en plein air,  Ed. Gergovie, 1998

### L'armée
- Le Boer attaque - Commandos Sud-Africains au combat, 1881-1978, Presses de la Cité, 1981

### Préfaces
- Les Commandos du Reich, Otto Skorzeny, Ed. Déterna, 2002
- Opérations secrètes, Otto Skorzeny, Ed. Déterna, 2002